# Милая агрессия
Милая агрессия, или игривая агрессия — форма диморфного поведения, свойственная людям и другим млекопитающим. Выражается в том, что при виде или взаимодействии с чем-то «милым» (например младенцем, котёнком, щенком итд.) одновременно возникает агрессивный импульс и вместе с этим сильное желание сжать, щипнуть или укусить объект умиления, но без какого-либо намерения навредить ему. Причина возникновения чувства агрессии при умилении точно не известна, но наиболее вероятная — побочное явление эволюционной адаптации, побуждающей самок млекопитающих, в том числе и человека, защищать своих детёнышей от потенциальной угрозы. Милую агрессию могут испытывать около половины всех людей.

## Определение
Впервые определение умилённой, или игривой, агрессии предложила психолог Ориана Арагон и её коллеги в 2015 году. Они заметили некоторые закономерности в поведении людей, общавшихся с младенцами. Выражение лиц взрослых людей могло меняться от умиления к гневу и обратно, также люди сжимали руки, челюсти, крепко обнимали детей, щипали их щёки и произносили фразы вроде «Я хочу тебя съесть». Это не означало, что люди злились и ненавидели этих младенцев, наоборот, таким образом они демонстрировали ещё большую привязанность к ним. Оказалось, что чувство агрессии и чувство умиления уменьшаются при виде детей более старшего возраста. Умилённая агрессия — характерный пример диморфного или противоречивого поведения, аналогичного плачу от смеха или грусти от счастья. Такая агрессия не опасна, так как, в отличие от настоящей агрессии, остаётся положительно окрашенной контролируемой эмоцией.
| |  |  |  |
| Чувство умиления и агрессии могут вызывать младенцы, животные, их детёныши или предметы с «миловидными» чертами |  |  |  |

## В культуре
Понятия, аналогичные милой, или игривой, агрессии, присутствуют в некоторых языках. Например тагальское слово gigil означает чувство радости от умиления и желание сжать предмет обожания. Аналогично индонезийское слово gemas означает желание «раздавить» что-то милое. Одновременно оба эти слова могут означать глубокое разочарование и гнев. Слово geram на малайском языке также означает чувство неудовлетворённости, выражение любви и гнева по отношению к чему-то милому и желание ласково сжать это. Выражение на тайском языке มัน-เคี่ยว (Ман Кьяао) означает желание «съесть» что-то чрезвычайно милое (младенцев или животных). В языке чаморро, коренных жителей острова Гуам, есть слова ma’goddai, означающее желание любоваться чем то милым, и poki, означающее что-то «пухлое» и милое, вызывающее желание ущипнуть, «задушить» в объятьях и поцелуях. В Южной Америке для выражения чувства милой агрессии используется фраза «ese gatito me da cosa», что можно перевести примерно как «дай мне этого котёнка». В армянском языке одна из фраз-выражений горячей любви — «джигярт утем» (ջիգյարտ ուտեմ), переводящаяся как «съем твою печень», или «Мрутт утем» (մռութ ուտեմ), «съем твою мордашку».
Аналогичные фразы присутствуют во многих языках мира.

## Механизм возникновения
При виде чего-то милого у человека активируется орбитофронтальная кора — область передней части мозга, связанная с центрами удовольствия, вознаграждения и сильными эмоциями. Это происходит всего за одну седьмую долю секунды. Человек приспособлен быстро распознавать «детские» черты, он начинает испытывать сильные чувства, это побуждает его к заботе и желании защищать. Аналогично это может происходить при виде детёнышей или просто «миловидных» животных.

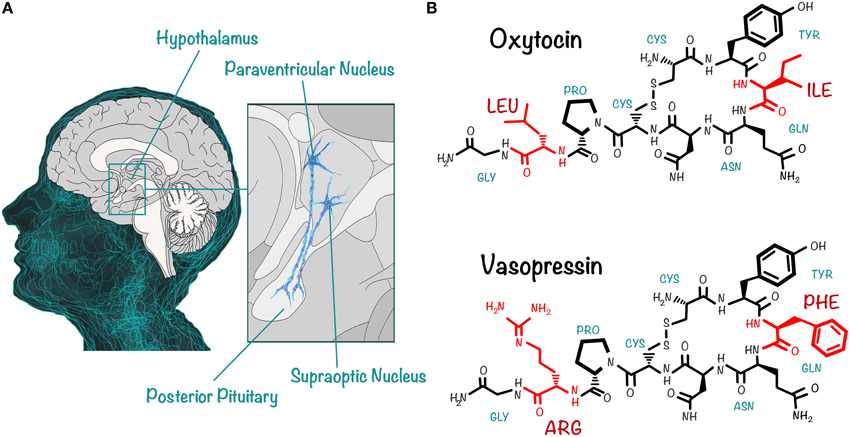
Гипофизарные нейропептиды окситоцин и вазопрессин, отвечающие за возникновение чувства умиления и агрессии у млекопитающих

Существует несколько предположений, объясняющих возникновение милой агрессии, связанных с выработкой гормонов. У человека при виде предмета умиления вырабатываются окситоцин и вазопрессин, они играют важную роль в формировании долговременной привязанности.
Окситоцин вырабатывается в больших количествах у женщин во время родов, секса и грудного вскармливания. Вместе с ним вырабатываются нейропептиды, способствующие возникновению чувства привязанности. Антидиуретический гормон побуждает человека защищать объект умиления. Это жизненно необходимо для животных и является причиной агрессивного поведения самок животных, стремящихся защитить своё потомство. Проще говоря, при виде чего-то милого у человека под действием выработки окситоцина и вазопрессина возникает как желание заботиться о младенце или другом беззащитном создании, так и игривая агрессия, способная мгновенно перейти в форму настоящей агрессии в случае возникновения потенциальной угрозы извне.
Окситоцин вырабатывается у обоих полов, но более выражен у женщин. Мужчины чувствительнее к действию вазопрессина, так как его действие связанно с тестостероном и эстрогеном.
Другая теория возникновения милой агрессии объясняется его функцией «аварийного тормоза». При перегрузке участков мозга, отвечающих за эмоции и вознаграждение при виде чего-то милого, в ответ активируются участки, отвечающие за агрессию, для ослабления положительных эмоций. В этот момент у человека возникает непреднамеренное желание сжать или укусить объект умиления.

## Милая агрессия как эволюционное приспособление

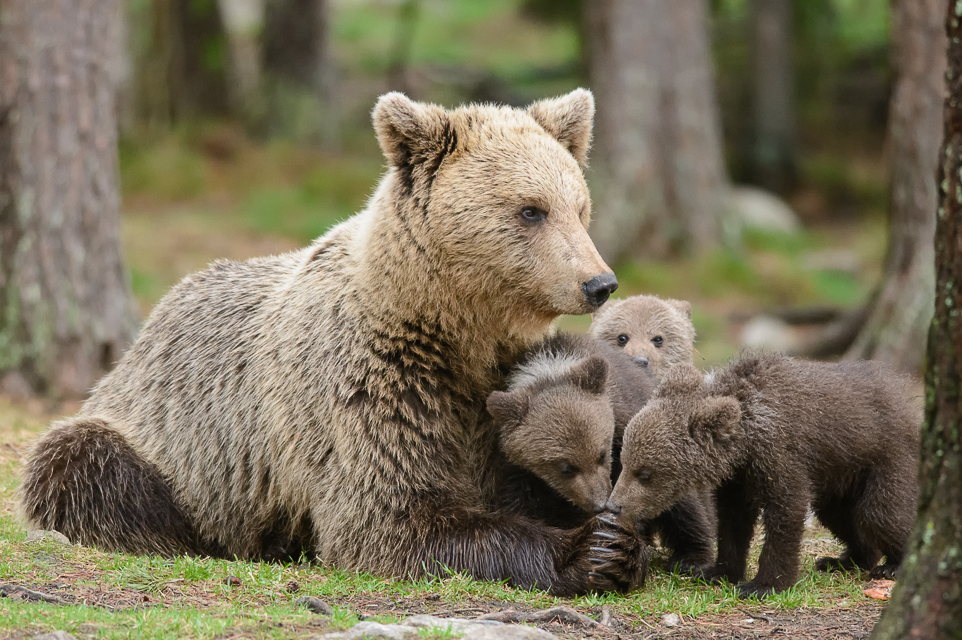
Бурая медведица с медвежатами: милая агрессия может быть эволюционным приспособлением, побуждающим самок усерднее беречь своё потомство от потенциальной угрозы

Феномен милой агрессии логично объясняется эволюционной адаптацией, так как, вероятно, именно она побуждает самок ревностно защищать собственное беззащитное потомство. У людей, обладающих пониженной репродуктивной способностью в сравнении с другими животными, родительская забота и защита детей играла особо важную роль в выживании вида.
У человека, как правило, присутствует врождённый инстинкт заботы и любви к чему-то выраженно беспомощному, обладающему малыми размерами, непропорционально крупной головой и крупными глазами — чертами, присущими младенцам. То есть мозг человека «запрограммирован» на то, чтобы формировать быструю привязанность к младенцу, побуждая человека ухаживать за ним, повышая шанс его выживаемости, а значит выживаемости и своего вида. Это взаимодействие подкрепляется врождённым стремлением младенца привлечь к себе внимание плачем, зрительным контактом или улыбкой.
За возникновение вышеперечисленных чувств отвечает окситоцин. Вместе с ним вырабатывается и вазопрессин, связанный с агрессией. Предположительно, при отсутствии агрессии взрослые люди, испытывая чувство умиления при общении с младенцем, теряли бы внимание и не следили за окружением, в итоге становясь со своим потомством лёгкой добычей потенциального хищника.
Чувство умиления, агрессии и желания заботиться человек может испытывать при виде детёнышей других животных или взрослых особей с «миловидными» чертами, вроде непропорционально крупных глаз. Как правило, речь идёт о котятах, щенятах и других маленьких питомцах.